# Bakith Pál
Laki báró Bakith Pál (Bakics, Bakich, szerbül: Pavle Bakić); (Venčac, Szerbia, ? – Gara, 1537. október 9.) az utolsó szerb despota, magyar főúr és hadvezér. A Bakith család tagja.

## Élete
Rácországból került hazánkba öt testvérével, köztük Bakith Péterrel, együtt II. Lajos király  idejében. Testvéreivel együtt Tomori Pál seregébe állt.
Vitézségük és bátorságuk elismeréseként II. Lajos királytól nemességet és Lak települést nyerték adományként.
1526-ban Bakith Pál Héderváry Ferenc szigetközi és más birtokait is elnyerte II. Lajos királytól, mikor Héderváry Ferenc Nándorfehérvár feladása miatt árulásba esett.
Pál vitézül harcolt a mohácsi ütközetben, majd a tokaji ütközetig Szapolyai János pártján állt és nem csatlakozott honfitársa, Cserni Jován felkeléséhez. Később I. Ferdinándhoz pártolt, s a királyi testőr huszárok kapitánya lett. I. Ferdinándnak mindvégig híve maradt, de átpártolását a győri várnagyság megszerzéséhez kötötte. Ekkor már a győri püspökség javadalmait is birtokolta. A győri vár udvarbírájává szövetségesét, gróf Cseszneky Györgyöt neveztette ki.
1537-ben a szerencsétlen eszéki hadban lelte halálát, a vesztes diakovári csatában. Levágott fejét Konstantinápolyba küldték.
Neje: Teodóra volt.
Gyermekei: Margit (Balassa Menyhért neje), Angelika (1. férje Révay Imre, 2. férje Czobor Imre volt).